# Peter Rot
Peter Rot (1452 erstmals erwähnt; † 1487 in Basel) war ein Basler Politiker.

## Leben
Peter Rot, Sohn des Bürgermeisters Hans Rot, unternahm 1453 eine Pilgerfahrt nach Jerusalem, wo er zum Ritter geschlagen wurde. 1455 wurde er erstmals zum Bürgermeister gewählt, ein Amt, das er von 1464 bis zu seinem Tod alternierend mit Johannes von Bärenfels innehatte. In den Jahren 1475/76 war er Oberst der Basler Truppen in den Burgunderkriegen. Er stiftete den Peter-Rot-Altar (heute im Historischen Museum Basel).
Nach Peter Rot ist in Kleinbasel die Peter Rot-Strasse benannt.